# Ecuaneduba aequatorialis
Ecuaneduba aequatorialis är en insektsart som beskrevs av Andrej Vasiljevitj Gorochov 2006. Ecuaneduba aequatorialis ingår i släktet Ecuaneduba och familjen vårtbitare. Inga underarter finns listade i Catalogue of Life.